# Trintelzand
Trintelzand (Sable Trintel en néerlandais) est une réserve naturelle faisant partie du Parc national de Nieuw Land aux Pays-Bas.
Trintezand est situé au nord-est du Markermeer, il est adjacent et à l'ouest de l'Houtribdijk, là où la profondeur du lac est faible, environ 2 m.
Cette réserve naturelle se compose de marais, de bancs de sable, de barrages, de vasières et de bancs de roseaux, d'une superficie totale de 532 ha. Elle a été construite par le Rijkswaterstaat en 2019 et 2020 dans le cadre du projet de renforcement de l'Houtribdijk, dans le cadre du programme national de protection contre les inondations, dans lequel les digues du Markermeer et de l'IJsselmeer ont été renforcées. 

## Fonction
Ce projet allie sécurité aquatique, nature et qualité de l'eau. Une grande partie de cette nouvelle réserve n'est pas immédiatement visible, car elle est sous-marine. Grâce à son apport au milieu marin, de nouvelles espèces végétales et animales pourront se développer dans le markermeer et la qualité de l'eau sera améliorée
.

## Réalisation

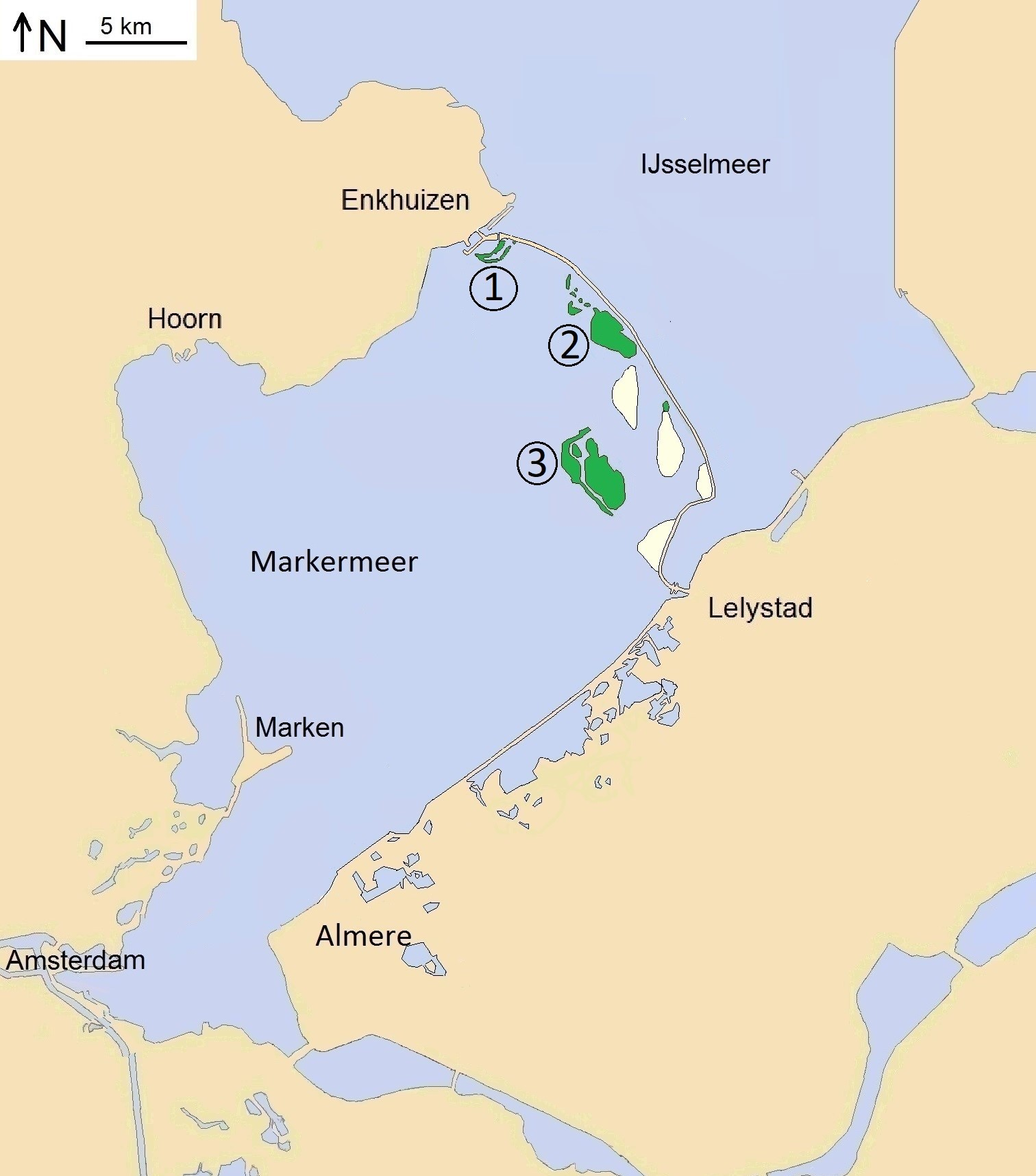
Îles artificielles du Markermeer (2022)
1 = Réserve naturelle du Hoornsche Gat
2 = Trintelzand
3 = Marker Wadden
En pale = îles en projet.

Historiquement, il avait d'abord été prévu de réaliser ces travaux dans la baie de Hoorn.
Ce projet a été réalisé en deux phases appelées Trintelzand A et Trintelzand B.
Trintelzand A, de 270 ha a été terminé en 2020. C'est une zone marécageuse composée de boues résiduelles extraites à proximité immédiate. Cette zone se compose de bancs de sable, de marécages et d'eaux peu profondes sous le vent des berges sablonneuses. Ensemble, ces habitats formeront une baie peu profonde, avec de nombreux champs de plantes aquatiques et des roselières. Ils deviendront des frayères et un habitat pour les poissons et autres animaux aquatiques, qui à leur tour devraient fournir de la nourriture pour les oiseaux, tels que les canards morillons, les sternes pierregarin et les grèbes.
Fin 2019, la deuxième phase de Trintelzand a été lancée. Cette extension de 155 ha, plus au nord, a un caractère plus sec et sera principalement constituée de bancs de sable, qui pourront librement changer de forme au fil du temps. Les berges sablonneuses étaient déjà vertes à partir d'avril 2020.